# Sansan
Sansan este o comună în departamentul Gers din sudul Franței. În 2009 avea o populație de 95 de locuitori.

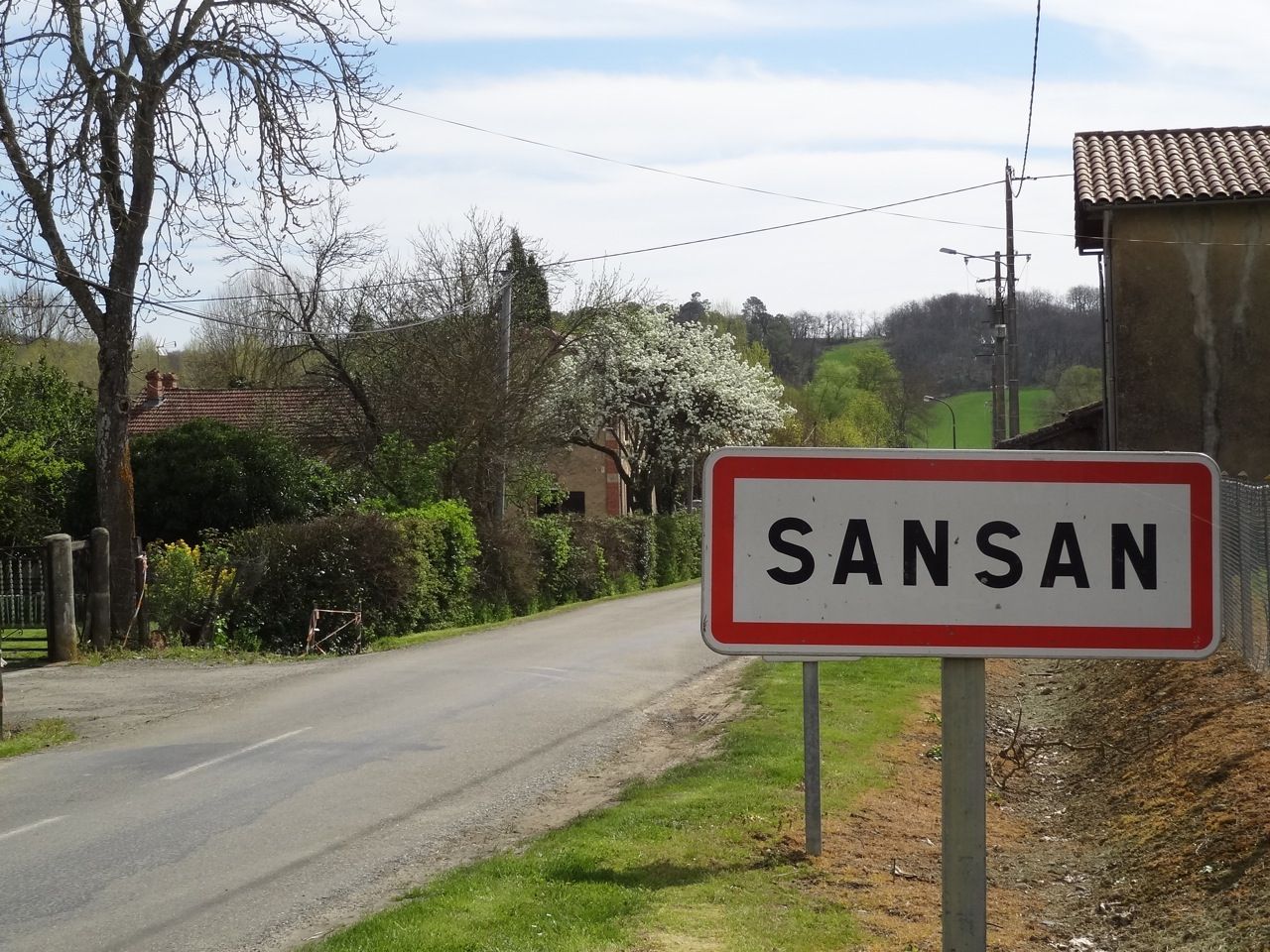
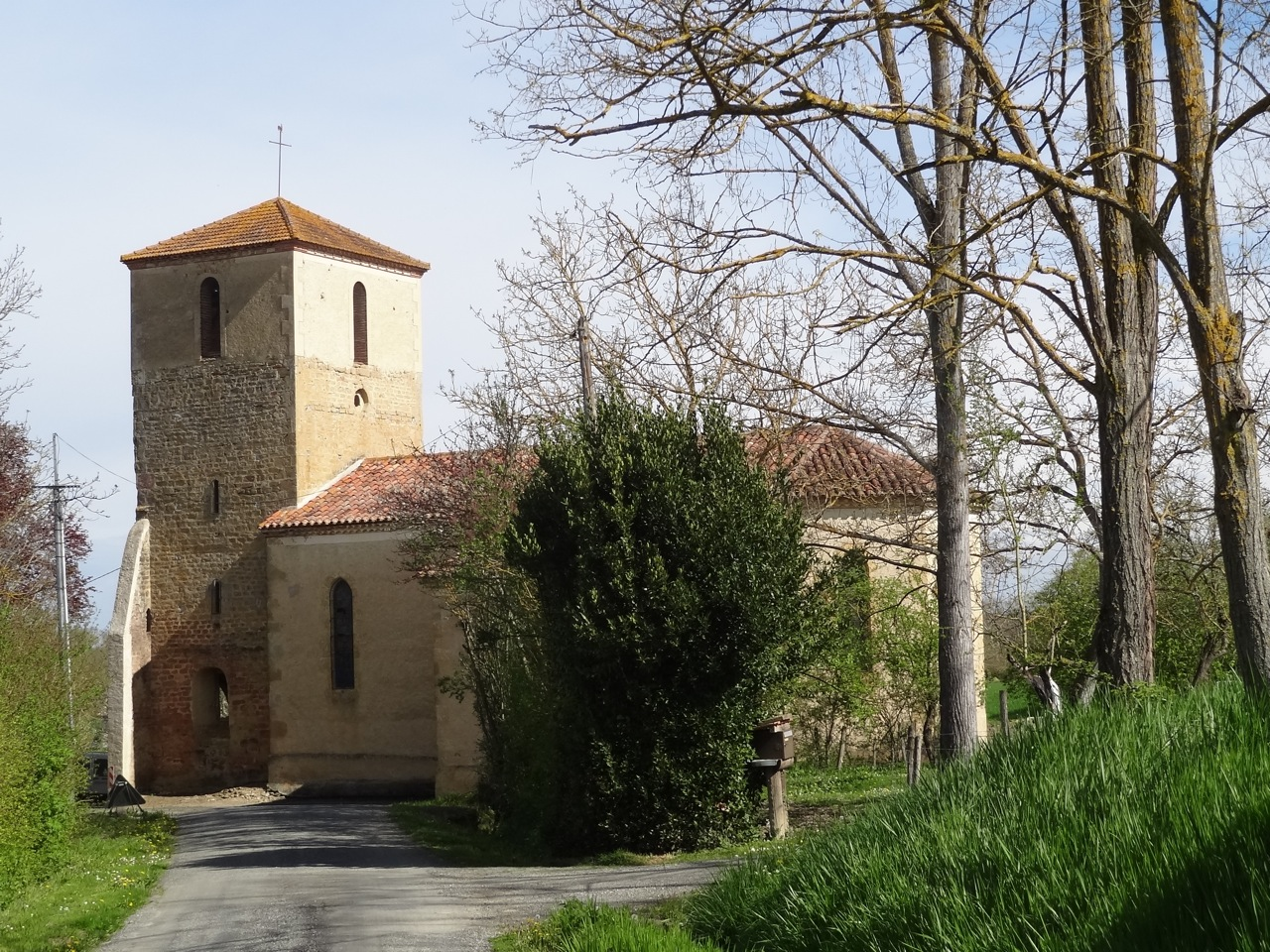

## Evoluția populației
| An        | 1975 | 1982 | 1990 | 1999 | 2006 | 2009 |
| --------- | ---- | ---- | ---- | ---- | ---- | ---- |
| Populație | 81   | 98   | 108  | 89   | 92   | 95   |